# Klamath Falls
Klamath Falls är administrativ huvudort i Klamath County i Oregon. Enligt 2010 års folkräkning hade orten 20 840 invånare. George Nurse grundade Linkville 1867 och namnet ändrades 1892 till Klamath Falls.

## Kända personer från Klamath Falls
- Ralph Hill, friidrottare
- Charles O. Porter, politiker